# Уитер, Джордж
Джордж Уитер (англ. George Wither; (11 [21] июня 1588, Бентворт, Гэмпшир — 2 [12] мая 1667, Лондон) — английский поэт, сатирик, эмблематист и политический деятель, известный своими произведениями в жанрах сатиры, пасторали, религиозной поэзии и политической публицистики. Стиль поэзии Уитера отличался пуританской строгостью, он избегал аллюзий на античную мифологию и предпочитал простую лексику и синтаксис, реже прибегая к рифмованным куплетам.

## Биография
Джордж Уитер родился в деревне Бентворт в графстве Гэмпшир на юге Англии в 1588 году. В 1604 году в возрасте 15 лет поступил в колледж Магдалины в составе Оксфордского университета, но спустя три года был отозван отцом. В 1610 году поселился в Лондоне, а в 1615 занялся изучением права.
Примерно между 1611 и 1613 годами он написал сборник Abuses Stript and Wipt — двадцать сатир, направленных против похоти, алчности и гордости. Произведение приобрело широкую известность и неоднократно переиздавалось. В 1614 года за публикацию этого сборника Уитер был на несколько месяцев заключен  в тюрьму Маршалси — в одной из сатир содержались нападки на лорда-канцлера, хотя его имя не упоминалось. Во время заключения он завершил цикл из пяти пасторальных эклог The Shepherd’s Hunting, которые являются одними из его лучших стихов и по форме отсылают к Эдмунду Спенсеру. Среди ранних лирических сочинений выделяется поэма Fidelia (1617). Это элегическое послание, оплакивающее непостоянство возлюбленного.
В период Гражданской войны в Англии Уитер принял сторону парламента и в 1642 году сформировал собственный отряд. Однако его политическая позиция была противоречивой: в Campo-Musae (1643) он оправдывает свой переход от лоялизма к оппозиции, несмотря на прежние похвалы в адрес короля в поэме Britain’s Remembrancer (1628).
В 1643 году, попав в плен к роялистам, он избежал казни благодаря вмешательству поэта сэра Джона Денема, который иронично заявил, что Уитера не следует вешать, пока он остаётся худшим поэтом в стране. Позднее Уитер издал The Great Assises Holden in Parnassus by Apollo and His Assessours (1645) — сатиру, где он предстает в роли старшины присяжных среди поэтов, осуждающих журналистику и некоторых современных авторов.
После Реставрации Стюартов Уитер вновь оказался в заключении (1661–1663), где сосредоточился на пророческой литературе с ярко выраженными апокалиптическими мотивами. После его смерти в 1667 году посмертно вышло произведение Fragmenta Prophetica (1669).